# Tours Mercuriales
Las Tours Mercuriales son dos rascacielos de oficinas en la localidad de Bagnolet, ubicada en el departamento de Sena-Saint Denis (Francia).  Se llaman Tour Levant (en el este) y Tour Ponant (en el oeste). Ambas miden 122 metros y tienen 34 pisos.

## Arquitectura
Las dos torres, construidas en 1975 por SAEP, una sociedad de cartera de Eiffage, están ubicadas en el borde del bulevar periférico de París cerca de la Porte de Bagnolet en un cuadrilátero separado de las calles de Jean-Jaurès, Adélaïde-Lahaye, Sadi-Carnot y la avenida Gambetta está rodeada.
Estas torres formaban parte de un importante proyecto de distrito comercial al este de París que tenía como objetivo nivelar el distrito de La Défense hacia el oeste.
La arquitectura de las torres está inspirada en la de las torres gemelas del World Trade Center de Nueva York.